# Пур Голл Крік
Пур Голл Крік (англ. Poor Hall Creek) — річка-канал на межі двох округів: Ориндж-Волк та Беліз. Довжина до 6 км. Свої води несе до Ріо-Нуево (Rio Nuevo) і є її правою притокою.
Річка бере початок на східних рубежах незаселеної частини округу Ориндж-Волк і простує з півночі на південь. У верхів'ях річище неглибоке з берегами-кручами, протікає в заболочених нетрях і далі вже в'ється поміж кількох тропічних озер-боліт системи Крокед Трі Вілдлайф Сентурі (Crooked Tree Wildlife Sanctuary). Річка наповнюється кількома місцевими потоками та водами боліт й озер. На її нестійких берегах белізці не селилися, оскільки пойма річки доволі заболочена. Флора і фауна річки притаманна саме тропічній флорі та фауні.